# Petschauer Attila
Petschauer Attila (Budapest, 1904. december 14. – Davidovka, Szovjetunió, 1943. január 20.) olimpiai bajnok magyar kardvívó, újságíró.

## Életpályája
Petschauer Fülöp kereskedő és Weisz Júlia Ilona gyermekeként született a Király utca 36. szám alatti Hild házban. 1914-1923-ig a Madách Imre Gimnázium diákja volt.
1923 és 1925 között jogot hallgatott. 1925 és 1932 között banktisztviselőként dolgozott.
Az 1928-as amszterdami és az 1932-es Los Angeles-i olimpiai bajnok kardcsapat tagja volt. Egyéniben Amszterdamban második, Los Angelesben pedig ötödik volt. Az Európa-bajnokságokon 1930-ban Liège-ben és 1931-ben Bécsben csapatbajnok volt, egyéniben 1926-ban Budapesten és 1930-ban Liège-ben második, 1925-ben Oostendében, 1929-ben Nápolyban és 1931-ben Bécsben harmadik volt.
A Magyar Vívó Szövetség hivatalos méltatása:
```
„Tökéletes technikája és mesés pengevezetése mellett fő jellegzetessége a gyorsaság volt. … Lerohanással végrehajtott támadásai villámgyorsak és szinte védhetetlenek voltak. … Jó képességű ellenfelei ellen is képes volt arra, hogy egymás után ötször alkalmazott fless-fejvágással pillanatok alatt 5:0-ra győzzön. … Remekül kiiskolázott, klasszikus mozgású és igen gyors vívó volt.”
```

Tréfás természete miatt számos anekdota maradt fenn róla, melyeket a korabeli újságok előszeretettel közöltek.
A versenyzés befejezését követően 1933-tól újságíróként tevékenykedett. Elsősorban sporttémájú cikkeket írt a Pesti Naplóba és Az Est-be, ahol önálló rovatot vitt Beszéljünk őszintén címmel. Egyszer-kétszer írt a Színházi Életbe is. Népszerű figurája volt a két világháború közötti Budapestnek. Színészként és konferansziéként is fellépett.

## Halála
Halálával kapcsolatban sok a bizonytalanság. Leginkább a Napfény íze (1999) című film verziója ismert, mely Hámori Ottó: Egy kardforgató élete című könyvére támaszkodva mutatja be Petschauer kínhalálát. Hámori regénye azonban nem szemtanú beszámolóján alapszik. Ám tény, hogy több olyan beszámoló is létezik, amit összefüggésbe lehet hozni a vívóbajnok halálával.
Kossa István Dunától a Donig című memoárjában ír a munkaszolgálatosok megpróbáltatásairól. Az Utószó és dokumentumok című fejezetben mutat be számos dokumentumot, bírósági jegyzőkönyvet és korabeli tanúvallomást többek között arról a munkaszázadról, ahol rendkívüli kegyetlenségek történtek, s amelybe Petschauer Attillát is besorozták. Itt olvasható a vívóbajnok megaláztatásáról is néhány sor.
Egy másik beszámoló említ egy Cseh Kálmán nevű alezredest, aki megpillantva Petschauert, kiadta a parancsot: „Megtáncoltatni a zsidót!”  Cseh Kálmán hazaküldött levelében így ír: „Petschauerben egy ideig volt tartás, de amikor a szakaszvezető jól elpofozta a fejét, megszelídült…” Cseh később háborús bűnösként került bíróság elé.
Hegyi Gyula a munkaszolgálat során bajtársa volt Petschauernek. Visszaemlékezésében beszámol Petschauerrel való beszélgetéseiről, aki arról panaszkodott, hogy antiszemita körök juttatták munkaszolgálatra, annak ellenére, hogy az olimpiai bajnoki címért kapott Signum laudis kitüntetés felmentést adott volna ez alól. Hegyi beszámolóját a következőképpen folytatja: „Az olimpiai bajnok tragédiája elválaszthatatlan a 212 századtárs, köztük 32 orvos sorsától, akik közül mindössze tízen maradtunk életben.”  A bajnok halálának körülményeiről nem tud pontosat mondani.
Petschauer életéről és haláláról Kristóf Károly újságíró írt hosszabb tanulmányt, melyben igyekszik szemtanukat megszólaltatni. A Világ c. folyóirat 1949-ben  folytatásokban közölte munkáját. Külön fejezetet szentel a munkásszázadban történt eseményeknek. A vívó halálának körülményeiről Illés Bélát idézi, aki akkor szovjet hadsereg őrnagya volt. Illés Béla szemtanúként azt állítja, hogy Petschauer félholtra korbácsolva került a Davidovka közelében lévő szovjet gyűjtőtáborba, ahol már nem tudtak rajta segíteni. Kristóf ezután a Moszkvai Rádió magyar nyelvű adását idézi, mely szerint: "Hősiesen küzdő csapataink előőrsei félig agyonverve megtalálták Petschauer Attila magyar vívóbajnokot. A náci gonosztevők kegyetlenségét már legjobb orvosaink sem tudták jóvátenni. A világhíres kardvívó kiszenvedett..." 
Mindezekhez újabb adalékot talált B. Stenge Csaba hadtörténész, aki levéltári kutatásai során rábukkant a munkásszázad 1943. január 14-i jelentésére, amiben közlik, hogy Petschauer Attila szovjet hadifogságba esett. Stenge Csaba szerint Petschauer a táborban kitört tífuszban halt meg, de ezt az állítását forrással nem támasztja alá. Ungváry Krisztián is megemlékezik a munkaszolgálatról szóló tanulmányában a magyar vívóról: "Petschauer Attila egy szovjet hadikórházban pusztult el. Nyilvánvaló, hogy halálában erősen közrejátszott, hogy amíg oda került, különböző szörnyűségeken ment keresztül, és ezek jelentős részét éppen azok követték el vele szemben, akiknek gondoskodnia kellett volna róla." 

## Emlékezete

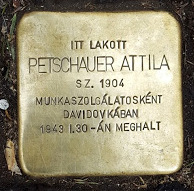
Petschauer Attila emlékére

- Hámori Ottó: Egy kardforgató élete című könyve
- Zöld Ferenc: Tűnődés egy arckép előtt című könyve
- Szabó István róla is mintázta A napfény íze (1999) című filmje hősét.
- 1994 óta Amerikában évente megrendezésre kerül a Petschauer Attila Emlékverseny (Attila Petschauer Sabre Open), amely az Amerikai Egyesült Államok egyik legrangosabb kardversenyének számít.
- 2019 decemberében helyezték el a botlatókövét Budapesten az Attila út 65. előtt.[21][22]

A Madách Imre Gimnáziumban emléktábla őrzi emlékét.